# Palazzo Madama (Roma)
Palazzo Madama è un edificio storico italiano che si trova a Roma.
Costruito nel XV secolo dalla famiglia fiorentina dei Medici, deve il suo nome a Margherita d’Asburgo, figlia dell’imperatore Carlo V, detta Madama d'Austria, che vi risiedette dopo la morte di suo marito Alessandro de' Medici.
Oggi di proprietà dello Stato, è sede del Senato della Repubblica; per metonimia l'espressione Palazzo Madama è divenuta giornalisticamente e colloquialmente sinonimo di Senato italiano.

## Storia

### Origini del palazzo
La storia della sede del Senato inizia sul finire del Quattrocento, sotto il pontificato di Sisto IV. Il terreno in cui sorge palazzo Madama era appartenuto insieme a quello limitrofo di piazza Navona per quasi cinque secoli ai monaci benedettini dell'abbazia di Farfa dando alla piazza omonima l'originario nome di piazza Longobarda. Questi ultimi, nel 1479, lo cedettero al monarca francese che, a sua volta, donò al suo tesoriere nonché vescovo di Chiusi, Sinulfo Ottieri di Castell'Ottieri, parte del terreno compreso fra la torre dei Crescenzi e le Terme di Alessandro: su di esso venne fondato il nucleo originario del palazzo che, nel gennaio 1503, rientrò nel lascito testamentario al fratello di Sinulfo, Guidone conte di Montorio: questi prima lo affittò e poi lo cedette a Giovanni de Medici, divenuto poi papa Leone X.

### Il nucleo cinquecentesco e il cenacolo rinascimentale
Il palazzo entrò in possesso della famiglia Medici quando il cardinale Giovanni de' Medici, figlio di Lorenzo il Magnifico e futuro papa Leone X, che prima vi abitava in affitto, l'acquistò a rate nel 1505, commissionando un importante restauro a Giuliano da Sangallo.

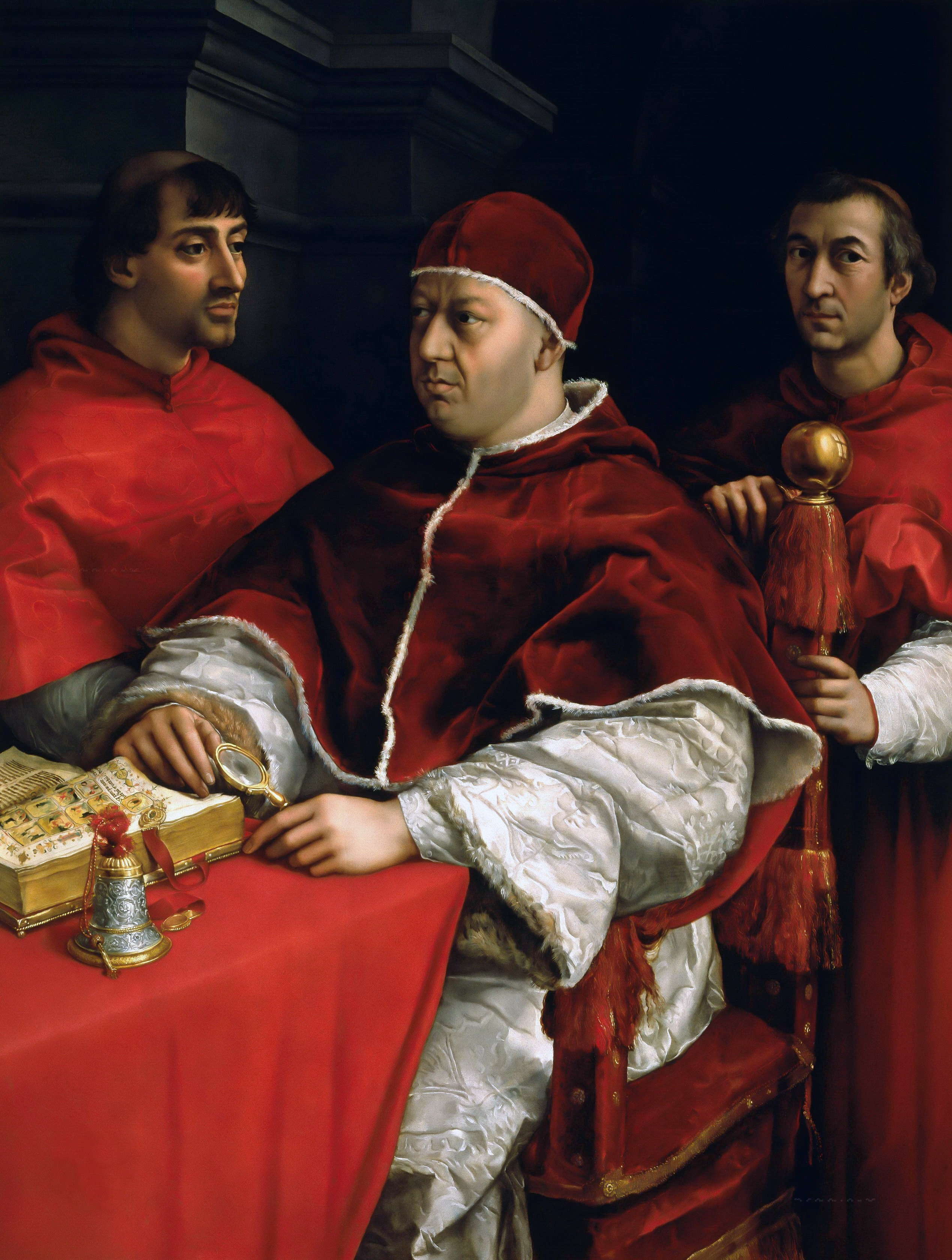
Raffaello, Ritratto di Papa Leone X con i cugini, i cardinali Giulio de' Medici e Luigi de' Rossi, Galleria degli Uffizi, Firenze

Dopo la cacciata della famiglia Medici da Firenze Giovanni, ormai diventato Leone X, ne fece la sede romana dell'influente famiglia, la quale estese la sua presenza in tutto il quartiere, avendo "l'opportunità di controbilanciare piazza del Popolo e la sua chiesa Della Rovere con un centro mediceo anche più importante e glorioso". Con il trasferimento di quello che era rimasto della biblioteca fiorentina della famiglia, il palazzo divenne anche uno dei centri di irradiamento della cultura umanistica.
Dopo averlo venduto - a causa di pressanti debiti - alla cognata Alfonsina Orsini, Leone X ne rientrò in possesso nel 1519 alla morte di quest'ultima, che glielo lasciò in eredità. Alla morte di Leone X, nel 1521, palazzo Madama venne assegnato a suo cugino Giulio de' Medici, che vi aveva vissuto nella sua adolescenza e che poi divenne papa con il nome di Clemente VII. Anche in questo periodo il palazzo ospitò un secondo esilio della famiglia de' Medici, espulsa da Firenze dal 1527 al 1530.
Il palazzo deve il suo nome a Madama Margherita d'Austria, figlia naturale di Carlo V e moglie del duca Alessandro dei Medici, che lo ricevette in usufrutto dopo la morte di questo nel 1537. Sposò in seconde nozze Ottavio Farnese e soggiornò a lungo nel palazzo: fu allora che esso assunse il nome che ancor conserva. A Margherita si fa risalire l'apposizione, nel soffitto a cassettoni della sala detta "dello struzzo", di uno scudo che vede al centro uno struzzo, nel quale si sarebbe dovuto leggere il gioco di parole tra le parole "Autriche" (Austria) e "autruche" (struzzo): simbolo del passaggio del palazzo alla sfera d'influenza ispano-austriaca. In epoca seicentesca il consueto stemma nobiliare mediceo avrebbe sormontato lo struzzo con un'addizione successiva, che lo collega mediante un nastro allacciato al collo.
Alla partenza della Madama per il governatorato delle Province Unite, la residenza fu affittata a vari porporati. Il palazzo alla fine tornò al titolare del casato dei Medici, Ferdinando I, che da cardinale vi visse per pochi anni: quando partì per assumere il granducato a Firenze, lo lasciò al suo stretto collaboratore, cardinale Francesco Maria Bourbon del Monte Santa Maria, appartenente - in ragione della sua parentela con ramo dei Borbone-Navarra - alla fazione filo-francese della diplomazia pontificia. Dalla sua corrispondenza con il Granduca emerge che il palazzo versava in istato di cattiva manutenzione, ma ciò non impedì al cardinal Del Monte di tenervi un "camerino musicale" nel quale "aveva voluto far porre Il suonatore di liuto accanto ai Musici" del Caravaggio.

### La sistemazione seicentesca e la fine della destinazione signorile

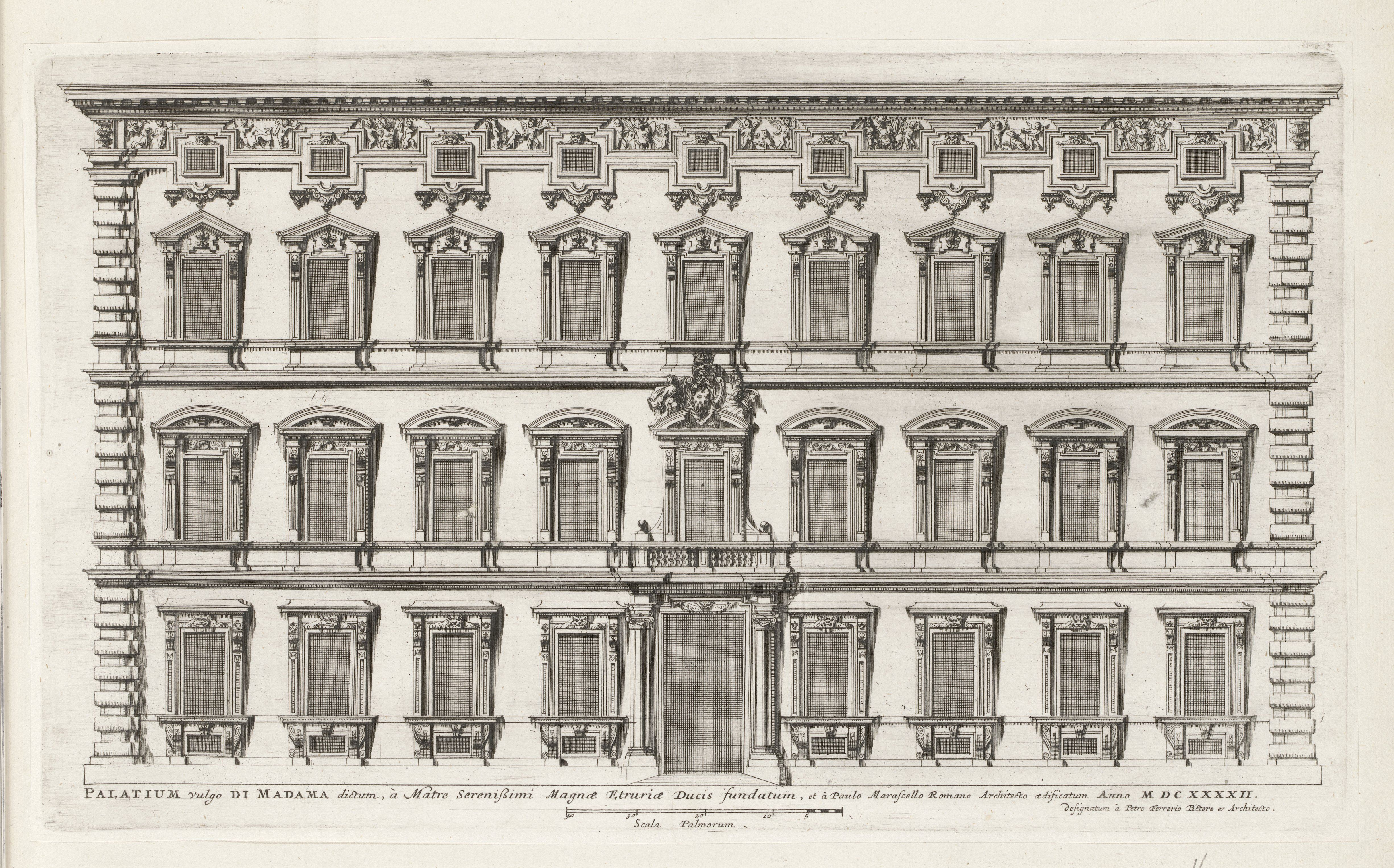
Facciata di Palazzo Madama a Roma, incisione di Giovanni Battista Falda

L'ambasciatore toscano Niccolini nel 1635 persuase Carlo di Ferdinando de' Medici a non vendere il palazzo ed a procedere, invece, ad ulteriori lavori di ristrutturazione: una facciata barocca, progettata da Paolo Maruscelli e ultimata nel 1642, prese il posto del precedente frontone asimmetrico. Su di essa sono visibili oltre cento forme leonine (compresa la pelle del leone di Nemea scolpita sul portale d'ingresso, che richiama il mito erculeo e trova corrispondenza con il volto di Onfale le cui trecce cingono una finestra: si tratta della mitica progenitrice di Tirreno, a cui i Medici facevano risalire la loro genealogia). L'interno, sotto la direzione del toscano Romano Monanni, si arricchì di soffitti decorati e di fregi.

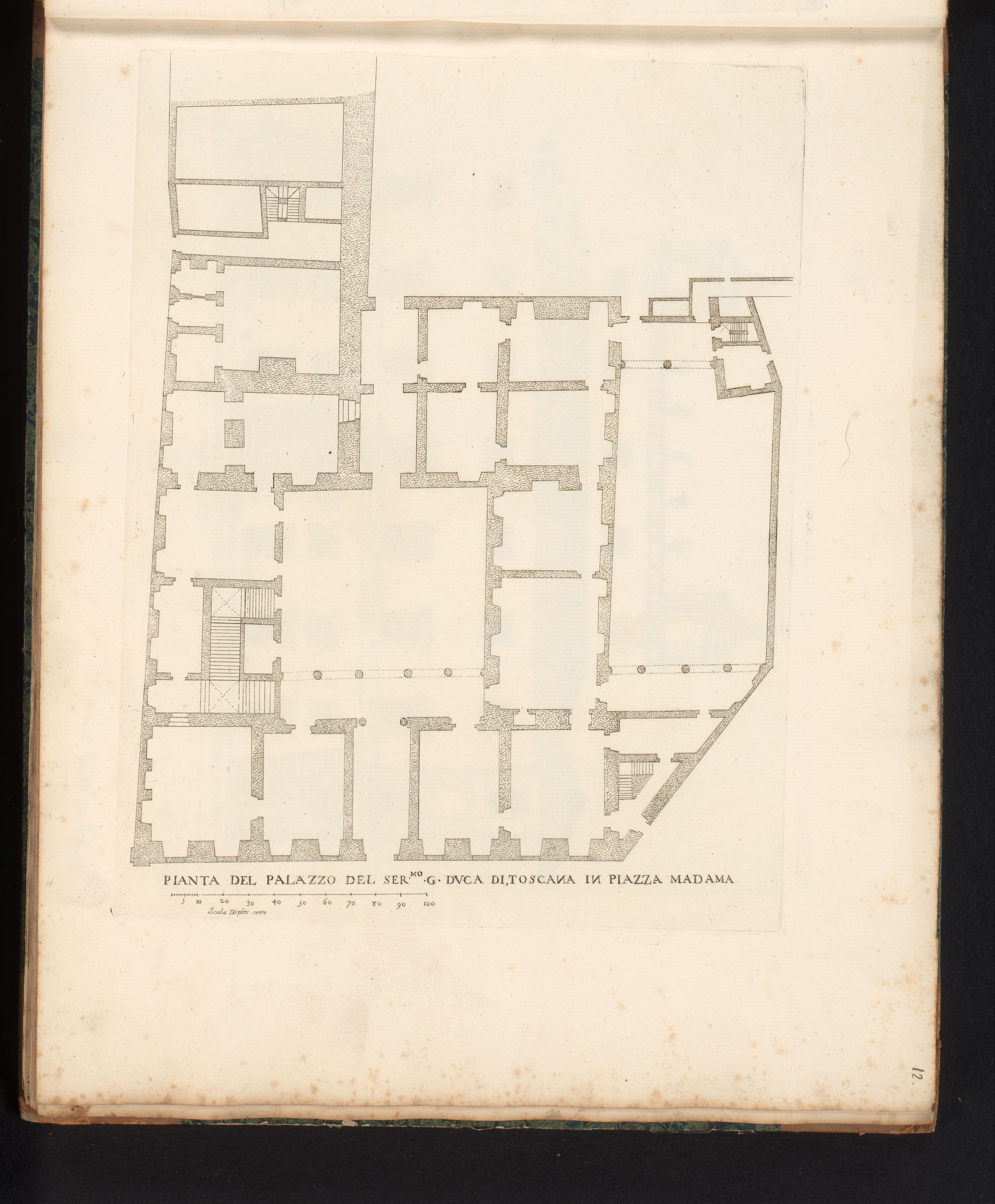
Pianta del palazzo del ser.mo g. duca di Toscana in Piazza Madama, di Giovanni Battista Falda, 1655

Nel Seicento, dopo essere stato residenza del cardinale Giovan Carlo de' Medici, l'edificio ospitò l'Accademia Fiorentina nell'Urbe, fondata nel 1673 dal granduca Cosimo III: guidata da Ciro Ferri e da Ercole Ferrata, vi si formarono, tra gli altri, "Giovan Battista Foggini e Massimiliano Soldani Benzi, importando le novità di origine romana nel linguaggio fiorentino delle arti". Nonostante l'ampliamento e l'abbellimento i Medici non abitarono più il palazzo fino al 1725 quando vi prese dimora Violante Beatrice di Baviera, cognata del Granduca Gian Gastone, che vi risiedette fino alla morte. Palazzo Madama godette quindi di un nuovo periodo di splendore come teatro di balli e feste e in quanto sede dell'Accademia dei Quirini.

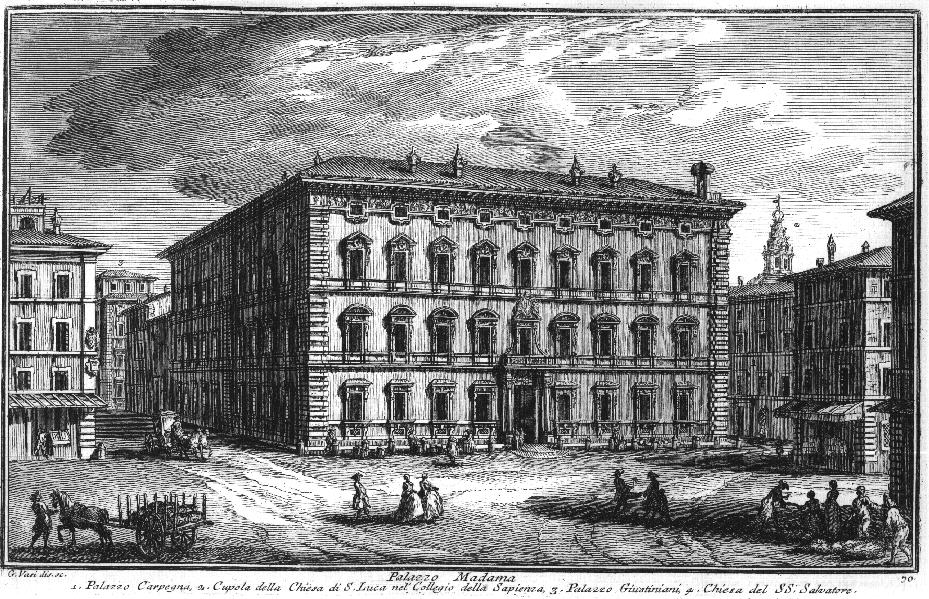
Palazzo Madama nel XVIII secolo

Nel 1737, alla morte di Gian Gastone, il Granducato di Toscana, e con esso anche Palazzo Madama passò dai Medici ai Lorena.

### Utilizzo pontificio
Nel 1755 il palazzo fu acquistato da papa Benedetto XIV (il cui stemma campeggia ancora sull'ingresso principale) e divenne così un palazzo pubblico dello Stato Pontificio. Il palazzo fu interessato da importanti interventi di ristrutturazione: fu aperto un secondo cortile e fu sistemata piazza Madama, ad opera di Luigi Hostini.
Negli anni successivi vi furono installati, fra l'altro, gli uffici del tribunale criminale del Governatore di Roma e la sede della polizia: per questo assunse, in quel periodo, il nome di "palazzo del Governo nuovo".
Fu forse per questo utilizzo amministrativo - più che per un ritorno alla pur persistente vocazione francofila (il palazzo è collocato nell'insula di San Luigi dei Francesi, nucleo del suolo posseduto originariamente dagli abati di Farfa) - che Palazzo Madama ospitò l'ufficio centrale della Repubblica Romana del 1798-1799.
Nel 1849 Pio IX vi trasferì il Ministero delle Finanze e del Debito Pubblico (senza escluderne la direzione del Lotto: l'estrazione dei numeri ebbe luogo sulla loggia esterna a partire dal 26 gennaio 1850), nonché le Poste Pontificie. In quell'occasione vennero intrapresi diversi lavori di restauro e, nel febbraio del 1853, si tenne la cerimonia di inaugurazione dei nuovi uffici.

### Sede dei senatori
La storia dello Stato della Chiesa volgeva ormai al termine e di lì a poco meno di un ventennio il Palazzo avrebbe ospitato il Senato del Regno d'Italia: la decisione assunta nel febbraio del 1871 fu resa operativa a poco più di un anno dalla breccia di Porta Pia (il Senato del Regno si riunì per la prima volta il 28 novembre 1871) dopo ampi lavori di adattamento che ricavarono l'Aula nello spazio del cortile delle poste pontificie, su progetto dell'ingegner Luigi Gabet.
"Di notevole interesse si rivelano le opere commissionate dal senatore Giovanni Barracco: la Biblioteca del Senato" fu collocata nel 1890 "all’interno di una palazzina disegnata dall’architetto Gaetano Koch (lo stesso che progettò il palazzo della Banca d’Italia a Roma)".
Tra l'Ottocento e il primo ventennio del Novecento la piccola chiesa di San Salvatore in Thermis, risalente al VI secolo, che si ergeva nella strada alla sinistra del palazzo, fu prima chiusa, espropriata ed in seguito rasa al suolo per ragioni di sicurezza: la polizia riteneva che fosse possibile servirsene per compiere un eventuale attentato ai danni del Senato. Alcuni degli affreschi in essa contenuti furono incorporati nel palazzo, che alla fine del XIX secolo si arricchì anche di altri contenuti artistici, come nel caso della sala affrescata da Cesare Maccari.

### I rifacimenti novecenteschi
Palazzo Madama e gli edifici nelle adiacenze subirono ulteriori interventi di ristrutturazione e adattamento nel corso del primo trentennio del XX secolo. Segnatamente, Palazzo Madama fu oggetto di una trasformazione radicale, che comportò, tra l'altro, l'ammodernamento dell'emiciclo, il rifacimento integrale dei prospetti su via del Salvatore e via della Dogana Vecchia, nonché la realizzazione di un corpo di collegamento con l'adiacente Palazzo Carpegna. Quest'ultimo (che non va confuso con l'omonimo palazzo che ospita l'Accademia nazionale di San Luca) fu in quella circostanza assegnato al Senato e fu interamente ricostruito in posizione avanzata rispetto all'originaria posizione, abbattendo anche il cavalcavia che lo collegava con il palazzo della Sapienza.

## Descrizione
Palazzo Madama è caratterizzato da una pianta non regolare, somigliante ad un pentagono con i lati comunque molto diversi per lunghezza.

### Piano terra
L'ingresso principale, presso corso Rinascimento conduce al Cortile d'Onore, di forma rettangolare con al centro una statua in bronzo di Emilio Greco, intitolata Grande figura accoccolata del 1971. Il pavimento odierno, in marmo, ha sostituito l'originale in travertino mentre le sei colonne che costituiscono il portico sono risalenti alla struttura originaria dei tempi di Leone X. Alla sinistra del portico si innalza la Scala d'onore. L'altra scalinata, cui si accede dall'ingresso di San Luigi dei Francesi, è sovrastata da un soffitto in legno dorato del XVI secolo recante lo stemma dei Medici e una raffigurazione di divinità marine. Il soffitto è stato collocato sopra la scala nel 1931.

### Primo piano
Al primo piano sono presenti vari ambienti:
- La Buvette
- L'anticamera della Balaustra
- La Sala Cavour
- La Sala Maccari
- La Sala Italia
- La Sala del Risorgimento
- La Sala dello Struzzo
- La Sala della Firma
- La Sala Marconi
- La Sala dei Postergali
- La Sala Pannini
- L'Aula

#### Aula legislativa

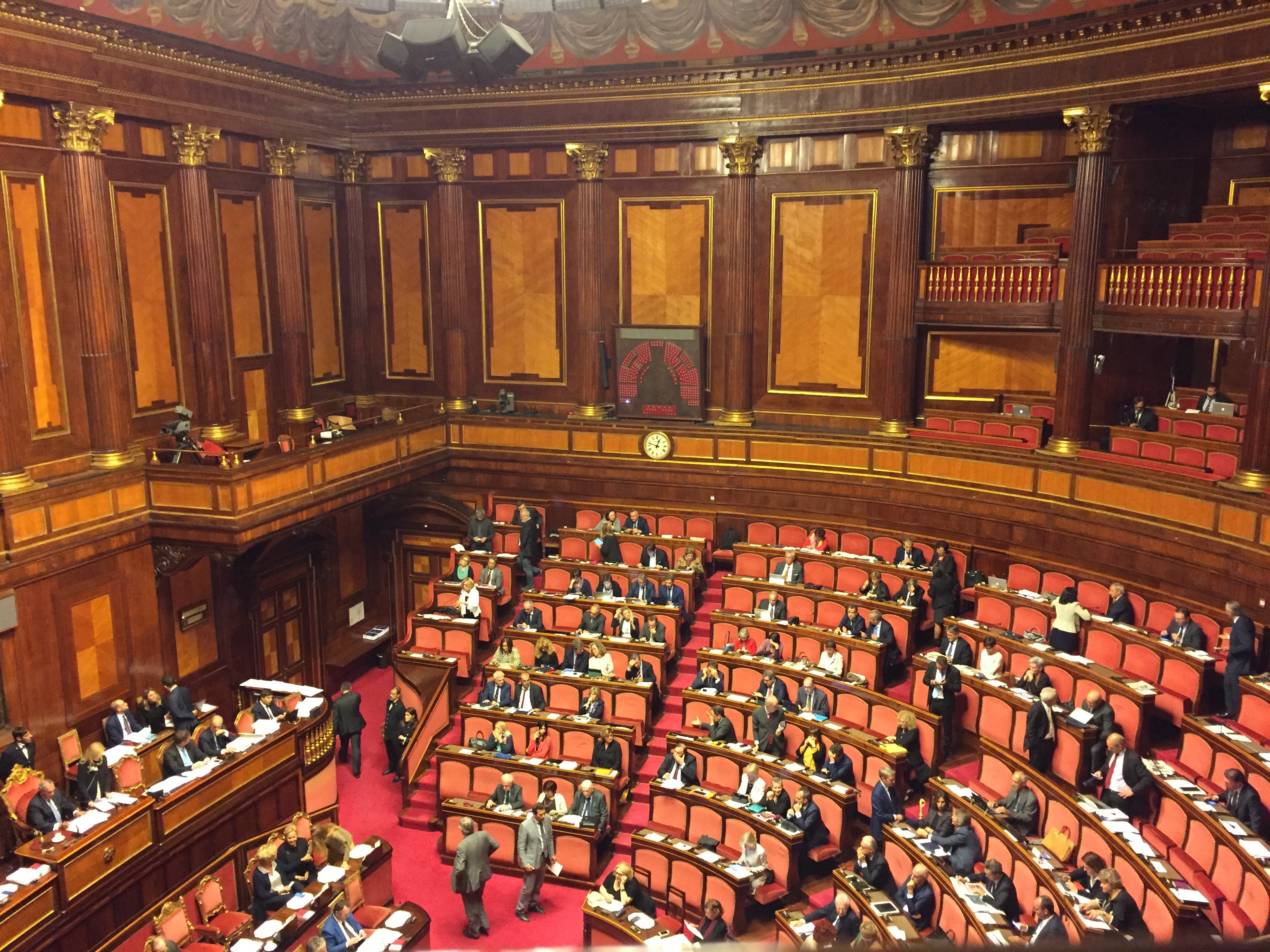
L'aula di Palazzo Madama

L'aula legislativa è una sala tappezzata in rosso (mentre in precedenza era azzurra per varie motivazioni, tutte ricollegate ai colori del vessillo di casa Savoia): è in posizione rialzata rispetto al precedente cortile di epoca pontificia e fu così costruita, in via precauzionale, dopo l'inondazione del Tevere del 1870.
Dietro la postazione del Presidente del Senato vi sono due iscrizioni, su due targhe rettangolari: una cita la proclamazione della Repubblica a seguito del referendum del 1946; l'altra reca le parole con cui Vittorio Emanuele II commemorò la proclamazione dell'unità d'Italia.
Il soffitto a cupoletta è tappezzato con un panno dipinto a gesso, secondo la tecnica neocinquecentesca della grottesca: detto Velario, contiene medaglioni con le effigi di quattro giuristi (Gaetano Filangieri, Niccolò Machiavelli, Irnerio e Emilio Papiniano), delle quattro virtù civiche (Giustizia, Diritto, Fortezza e Concordia) e delle quattro capitali dei regni preunitari (Torino, Venezia, Firenze, Napoli). I dipinti sono stati realizzati dai pittori Fumanti, Nava, Bruschi, Mei, Barilli e Gai.

#### Sala Pannini
Al centro del soffitto vi è un affresco del Pannini, raffigurante l’’Allegoria del carro del Sole”, circondato di figure allegoriche, angioletti, tralci di fiori e alle pareti architetture e colonne in trompe-l’oeil. In origine era nel casino di villa Patrizi; alla sua demolizione fu trasportato a Palazzo Alberoni all'Angelo custode in via del Tritone e, quando anche questo fu demolito, nel 1928 fu donato al Senato.

#### Sala Cavour
Al centro del soffitto realizzato sul tipo degli antichi cassettoni è stato posto un oculo ovale con il dipinto Bacco e Arianna di Giambattista Pittoni (1687-1767). La Sala è a disposizione dei membri del Governo che presenziano alle sedute, e talvolta in essa si svolge il Consiglio dei Ministri.

#### Sala Maccari

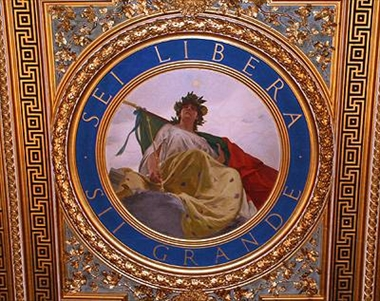
L'allegoria dell'Italia affrescata da C. Maccari (1882-90) sul soffitto di una sala del Palazzo del Senato a Roma

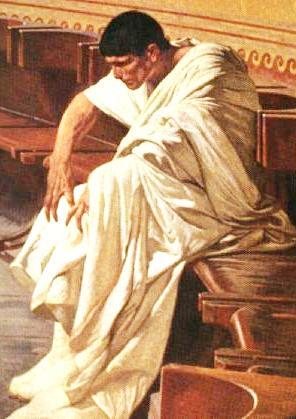
Catilina nell'affresco di Cesare Maccari

La sala - detta anche "sala gialla" dal colore delle pareti damascate - prende il nome da Cesare Maccari, che la decorò dopo aver vinto un concorso bandito dal Ministero della Pubblica Istruzione nel 1880.
Le decorazioni interessano il soffitto nella forma di quattro figure allegoriche che circondano il motivo centrale raffigurante una personificazione dell'Italia trionfante. I quattro medaglioni rappresentano nello specifico il commercio e l'agricoltura (l'Industria), le Armi, le Scienze e le Arti. Le allegorie sono raffigurate sotto forma di fanciulli e fanciulle nudi.
Il fregio che raccorda le pareti con il soffitto è percorso da due frasi di Machiavelli e Guicciardini.
Nelle pareti sono rappresentati invece cinque celebri episodi del Senato di Roma antica.
Il primo affresco a destra subito l'ingresso, rappresenta Appio Claudio che viene condotto in Senato per esortare i romani a non accettare le condizioni di pace offerte da Cinea, l'ambasciatore di Pirro. È colta con amore l'espressione di peso e di stanchezza augusta e severa del vecchio Appio; la figura dell'ambasciatore si nota in grazia della giustezza e della nobiltà dell'atteggiamento. 
I due quadri più piccoli, sulla parete di fronte all'ingresso, separati da un finestrone rappresentano l'uno il senatore Papirio Gallo impassibile davanti ai Celti che invadono Roma, e l'altro il tentativo di corruzione dei Sanniti ai danni di Curio Dentato affinché convinca i romani alla pace.
Il terzo affresco rappresenta il Senato romano nel momento in cui Cicerone, indignato, con le braccia stese verso 
Catilina, prorompe nel celebre Quousque tandem. Catilina, che, seduto nel suo stallo al primo piano del quadro, china la testa e stringe convulsamente la gamba destra con le mani, abbandonato da tutti.
L'ultimo affresco rappresenta Attilio Regolo sul punto di consigliare al Senato di Roma la resistenza contro Cartagine, che l'ha mandato, dietro promessa di ritorno, proponitore e persuasore di pace alla sua patria. Il Senato ascolta, la folla ammira, la famiglia di Regolo lo scongiura di rompere la fede data e non tornare a Cartagine, il cielo è d'un azzurro smagliante, 
che s'incurva verso il tramonto, sullo sfondo dei palazzi di Roma circonfusi dalla luce morente del sole.

#### Buvette
La buvette di Palazzo Madama è un'ampia sala caratterizzata da una volta decorata con fregi e figurine in stucco chiaro del 1931.
Su una parete dell'ambiente è posto un arazzo mediceo del secolo XVI, proveniente dagli Uffizi di Firenze. Di fronte figura il bancone del bar che reca una piccola statua che funge da fontanella di Vincenzo Gemito. Le altre due pareti sono arricchite da due nature morte di Luciano Ventrone: La Pausa (2002) e Il ritorno di Ulisse (2002).

#### Sala Italia
È un ampio salone adibito a funzioni di rappresentanza, creato all'inizio degli anni trenta dalla demolizione di una parete divisoria e fornito di un soffitto a cassettoni in stile moderno.
Nella parte del fregio seicentesco che dà verso la buvette, predominano figure di putti e leoni; nell'altra, invece, sono presenti figure femminili. La sala è arricchita da sei affreschi di carattere storico.
Nell'agosto del 2003 nella sala era stata collocata la statua in legno Italia di Giuliano Vangi alta 2,35 metri e rappresenta una figura femminile, con treccine e occhi in avorio; essa fu spostata in palazzo Giustiniani. Dello stesso anno è il paesaggio marino di Piero Guccione Il nero e l'azzurro situato su una delle pareti corte della sala.

#### Sala dello Struzzo
Si differenzia dalle altre per non avere il solito fregio mediceo, sostituito, nel soffitto in legno dorato a cassettoni, da uno struzzo: l'animale, del XVI secolo, è aggiogato, con un nastro legato al collo, ad uno scudo della famiglia medicea, aggiunto nel XVII secolo.
Probabilmente è stato scelto in onore di Margherita d'Austria, per il gioco di parole in francese "Autriche" (Austria) e "autruche" (struzzo). C'è anche la possibilità che questo animale sia stato scelto come simbolo araldico di velocità e di precedenza, ovvero di fermezza e di forza. 
È comunque certo che lo struzzo sia stato scelto da un personaggio che non ricopriva cariche religiose, vista la corona che sormonta la testa dell'animale e che richiama la discendenza dall'imperatore.
Alle pareti sono affisse due vedute di Roma di Mauro Reggio: una del teatro di Marcello, l'altra le chiese gemelle di Piazza del Popolo. Sono presenti anche un dipinto del pittore novecentesco Corrado Cagli raffigurante l'Etna in eruzione e un arazzo seicentesco raffigurante una donna con bambino.

## Contesa proprietaria cinquecentesca
La regina di Francia Caterina de' Medici vi visse soltanto pochi anni da bambina: visto che Leone X aveva lasciato agli unici due maschi viventi della discendenza di Lorenzo il Magnifico la sua eredità, Caterina ne prese atto quando, nel 1533, sottoscrisse "formale rinuncia ai beni paterni in favore del fratellastro Alessandro".
Invece, dopo la morte di Alessandro, Caterina ritrattò la rinuncia ai beni del fratellastro e solo nel 1560 firmò una prima "concordia" con Margherita d'Austria: la Regina di Francia fu riconosciuta proprietaria e concesse l'usufrutto alla moglie di Ottavio Farnese, "ma la vicenda ebbe fine solo un anno dopo la morte di quest'ultima, quando l'erede Alessandro Farnese, nel 1587, rinunciò a qualsiasi pretesa sulla residenza romana dei Medici".
Dopo un anno, però, "nei capitoli matrimoniali tra il granduca mediceo Ferdinando I e Cristina di Lorena, nipote di Caterina, il primo ottenne la cessione dei beni di famiglia che erano ancora di proprietà di quest'ultima, facendo particolare riferimento a palazzo Madama" (1588).
Tra i viaggiatori francesi la contesa proprietaria con Caterina de' Medici sul medesimo palazzo fece comunque nascere la leggenda che l'appellativo di Madama fosse da riferire a costei.

## Nella cultura di massa

### Due coppie di Madame
Nell'immaginario popolare la storia delle due donne (vissute nel torno di due secoli) da cui prende nome il palazzo Madama si intreccia e confonde, ma la confusione rischia di accentuarsi se si considera la questione in prospettiva diacronica, quando ne emergono addirittura una terza ed una quarta.
Infatti il Senato del Regno d'Italia, prima del palazzo romano, era stato ospitato a Torino nel palazzo che porta anch'esso il nome di Madama; ciò ha fatto talora credere all'esistenza di un'unica 'Madama' per le due città. Si tratta in realtà di distinte figure, che incarnano epoche e realtà profondamente diverse.
A Roma, la prima Madama era Margherita d'Austria, che riporta alla memoria il Rinascimento cinquecentesco e i legami col papato e l'impero. La seconda Madama di Roma fu Violante Beatrice di Baviera, l'ultima proprietaria del casato mediceo e tipico personaggio settecentesco di protettrice dei letterati e degli artisti.
Di contro, la prima Madama di Torino era Maria Cristina di Borbone-Francia, che incarna il periodo in cui, in pieno Seicento, il ducato di Savoia era nell'orbita di attrazione della politica estera francese. Anche seicentesca fu la reggenza del ducato compiuta dalla seconda Madama reale di Torino, Maria Giovanna Battista di Savoia-Nemours: ella però condivise, con la seconda Madama romana, una spiccata tendenza al mecenatismo, che portò, nel 1716-1718, al rifacimento della facciata del palazzo torinese ad opera di Filippo Juvarra.

### "Arriva la madama"
Dall'utilizzo amministrativo pontificio del palazzo (come sede della polizia e dell'amministrazione della dogana) trae origine il termine dialettale "la madama", usato ancora per definire le forze dell'ordine.
Pur usata specialmente a Roma, la locuzione è presente in tutt'Italia. A Milano compare nella canzone di Giorgio Gaber La ballata del Cerutti, per la quale il paroliere Umberto Simonetta attingeva al gergo della mala locale. A Torino lo si fa risalire ad una parallela (ma successiva, rispetto a Roma) destinazione poliziesca del locale Palazzo Madama. Essa appartiene a tutti gli effetti al gergale utilizzato per la metonimia poliziesca della letteratura di genere: lo dimostra l'uso nella traduzione italiana di titoli di libri stranieri, ma anche all'interno di classici come Teresa Batista stanca di guerra.